# Salesi Maʻafu
Salesi Maʻafu (ur. 26 marca 1983 w Sydney) – australijski rugbysta pochodzenia fidżyjsko-tongańskiego grający na pozycji filara młyna, reprezentant kraju. Zdobywca brązowego medalu podczas Pucharu Świata 2011, zwycięzca Pucharu Trzech Narodów, English Premiership i European Challenge Cup.

## Kariera klubowa
W rugby grał początkowo w odmianę league w klubie Five Dock, w wieku jedenastu lat zaczął jednak treningi w rugby union. Wraz z braćmi Campese i Apakuki związany był z lokalnym klubem West Harbour, gdzie grał w drużynach juniorskich, a od roku 2002 występował w seniorskim zespole w rozgrywkach Shute Shield. W latach 2007–2008 reprezentował Warringah Rats, a w 2009 roku z powrotem grał wraz z oboma braćmi w barwach West Harbour, także w roli kapitana.
W latach 2004–2005 był członkiem Waratahs Academy, grał również w zespole rezerw, a także zbierał doświadczenie podczas wyprawy do Europy w październiku 2005 roku.
Pod koniec września 2005 roku podpisał umowę z Brumbies jako ostatni zakontraktowany zawodnik na sezon 2006 i miał terminować u boku doświadczonych zawodników – Guy Shepherdsona, Nica Hendersona, Jeremy’ego Paula i Billa Younga. Wystąpił zatem kilkukrotnie w zespole rezerw, Brumby Runners, a we wrześniu tego roku wziął udział we wszystkich czterech spotkaniach zakończonych triumfem rozgrywek Australian Provincial Championship. W pierwszym składzie zadebiutował w inauguracyjnej kolejce sezonu 2007 Super 14 przeciwko Chiefs i do jego końca uzbierał dziesięć występów, w tym jeden w wyjściowej piętnastce. Z rozgrywek Australian Rugby Championship wyeliminowała go ręka złamana podczas meczu Warringah, w powrocie do formy pomogły mu pod koniec roku kilkutygodniowe występy z zespołem Leicester Tigers. Został też niespodziewanie zaproszony do udziału w meczu Barbarians przeciwko ówczesnym mistrzom świata, gdy wycofał się Andrew Sheridan.
W 2008 roku zagrał w jedenastu spotkaniach Brumbies, rok później zaś w ośmiu, kontuzja bowiem opóźniła jego wejście w sezon. Zakończył go tournée do Francji, podczas którego zagrał w czterech pojedynkach. Odrzucił również ofertę z Munster, przedłużył natomiast kontrakt z Brumbies na następne trzy lata.
Zagrał we wszystkich spotkaniach sezonu 2010, tylko w jednym wychodząc na boisko z ławki rezerwowych, w 2011 roku pojawił się ponownie w zespole Brumby Runners, tym razem w rozgrywkach Pacific Rugby Cup, zaś dla pierwszego zespołu zagrał dziesięciokrotnie, zaliczając w trakcie sezonu pięćdziesiąty mecz w Super Rugby. Jego sezon skróciła jednak kontuzja doznana w meczu z Lions – w przegrupowaniu uszkodził sobie kości prawej ręki, kontynuował jednak grę, dopóki nie złamały się całkowicie pozostawiając również małe odpryski – o której sądził, iż zakończy ona jego karierę. W połowie maja tego roku ogłosił, iż dwa kolejne sezony spędzi w zespole Western Force, argumentując to chęcią zmiany środowiska i podjęcia nowych wyzwań.
W barwach nowego klubu zadebiutował w pierwszej kolejce przeciwko Brumbies i we wszystkich trzynastu spotkaniach znajdował się w wyjściowej piętnastce, z pozostałych trzech meczów, podobnie jak rok wcześniej, wyeliminowała go złamana ręka – tym razem na treningu. Rok później, prócz dziewięciu meczów sezonu Super Rugby, w barwach Western Force wystąpił także przeciw British and Irish Lions podczas ich tournée do Australii. W trakcie obowiązywania umowy z Western Force brał też udział w meczach lokalnego klubu Joondalup Brothers.
Na początku lutego 2013 roku kontrakt z zawodnikiem ogłosił występujący w English Premiership klub Northampton Saints, gdy swoje odejście zapowiedzieli Paul Doran-Jones i Brian Mujati. Maʻafu występy w Saints zaczął w zespole rezerw, w pierwszym zespole zadebiutował zaś 12 października meczem Pucharu Heinekena przeciw Castres Olympique. Jego zespół triumfował zarówno w Premiership, jak i European Challenge Cup, choć sam gracz opuścił ten drugi z uwagi na zawieszenie po uderzeniu Toma Youngsa. Po kolejnym sezonie opuścił angielski klub dwuletnim kontraktem związując się z gwiazdorskim RC Toulonnais. Po zaledwie trzech rozegranych w jego barwach spotkaniach strony wspólnie ogłosiły jego rozwiązanie w związku ze skazującym wyrokiem, który otrzymał Maʻafu, a już po kilku dniach zakontraktowanie zawodnika ogłosił walijski zespół Cardiff Blues.

## Kariera reprezentacyjna
W latach 2001–2002 reprezentował stan w zespole U-19.
Pierwszy kontakt z grą na poziomie reprezentacyjnym zaliczył, gdy po kontuzji Rodneya Blake’a został powołany do reprezentacji A na Puchar Narodów Pacyfiku 2007, gdzie podczas jedynego występu, przeciw Japonii, zdobył przyłożenie. W kolejnej edycji zagrał ponownie przeciw Japończykom, a także z Samoa i New Zealand Māori.
Do pierwszej reprezentacji został powołany w październiku 2009 roku na kończącą sezon wyprawę na północną półkulę, podczas której wziął udział w dwóch towarzyskich spotkaniach z brytyjskimi drużynami klubowymi, Gloucester i Cardiff Blues.
Dobre opinie po ligowym sezonie 2010 zyskały mu miejsce w składzie reprezentacji na czerwcowe testmecze. Zadebiutował w spotkaniu z Fidżi, dodatkowo przeciwko swojemu bratu Campese, dla którego był to również pierwszy mecz w reprezentacji. Zostali oni czwartą parą braci w historii, która stanęła naprzeciw siebie w oficjalnym meczu międzynarodowym, a jednocześnie pierwszą, gdy obaj gracze zaliczali swój debiut. Wobec nieobecności Benna Robinsona i Bena Alexandra utrzymał się następnie w wyjściowym składzie na trzy mecze z Anglią i Irlandią. W pierwszym meczu z Anglikami formacja młyna, której pierwsza linia miała łącznie dwa występy w kadrze, za powtarzające się przewinienia oddała przeciwnikom dwa karne przyłożenia, a sam Maʻafu otrzymał żółtą kartkę, podobnie niedoświadczeni filarzy wypadli w drugim testmeczu, jednak przeciwko Irlandczykom ich gra wyglądała już lepiej. Wystąpił następnie w każdym z sześciu pojedynków Pucharu Trzech Narodów, a w pierwszym z nich dodatkowo został wybrany australijskim graczem meczu. Był tym samym jednym z trzech zawodników, prócz Davida Pococka i Rocky’ego Elsoma, którzy wystąpili w wyjściowym składzie podczas wszystkich dziesięciu meczów pierwszej części sezonu. Został również powołany na drugą część sezonu obejmującą pojedynki w Hongkongu i Europie, nie pojawił się jednak w żadnym testmeczu, lecz w spotkaniach z Leicester Tigers i Munster.
Gdy w meczu Super Rugby złamał rękę, sądził, iż rozwiały się jego szanse na reprezentacyjne występy. Praca nad sprawnością i techniką wykonana podczas rehabilitacji zaowocowała jednak powołaniem na drugą połowę Pucharu Trzech Narodów 2011 w miejsce Pekahou Cowana. Cały mecz ze Springboks przesiedział na ławce rezerwowych, pojawił się natomiast w końcówce spotkania z All Blacks, a Australijczycy odnieśli pierwszy od dekady triumf w tych zawodach. Pozostał również w okrojonej do trzydziestu zawodników kadrze na Puchar Świata w Rugby 2011, podczas którego wystąpił w dwóch meczach: w fazie grupowej z Rosją i w decydującym o brązowym medalu triumfie nad Walią. Przeciwko Walijczykom wystąpił jeszcze podczas jesiennego zwycięskiego minitournée, które obejmowało także mecz z Barbarians.
Został powołany do reprezentacji na sezon 2012, wypadł z niej jednak z powodu kontuzji. Pojawił się następnie w szerokim składzie kadry przygotowującej się do spotkań podczas tournée British and Irish Lions 2013, nie znalazł jednak uznania przy ustalaniu meczowych składów, a jego wyjazd z Australii przekreślił szanse na reprezentacyjne występy.

## Varia
- Był pochodzenia fidżyjsko-tongańskiego. Matka, Bulou Adi Kauata Arieta Nacagilevu Maʻafu, pochodzi z Tavuki na Kadavu, ojciec zaś, George Maʻafu, z Tonga, które reprezentował w rugby[70][97][98].
- Żonaty z Danielle, czwórka dzieci – synowie Jaidyn, Zyran, Campese i córka Kiara. Najstarsze z nich urodziło się, gdy miał czternaście lat[1][20][25].
- Jego dwaj bracia również grali w rugby union, także na poziomie reprezentacyjnym – Campese dla Fidżi, zaś Apakuki dla Tonga[97][99].
- Ich kuzynem jest inny reprezentant Australii, Tatafu Polota-Nau, matka Maʻafu i ojciec Polota-Nau są bowiem rodzeństwem[100].
- Uczęszczał do Granville Boys High i Ashfield Boys High[20][25].
- W lipcu 2007 roku został zawieszony na osiem tygodni za atak na innego zawodnika podczas spotkania Shute Shield[101][102].
- W połowie sierpnia 2015 roku wdał się w sprzeczkę z kobietą blokującą puste miejsce parkingowe – próbował ją przepędzić podjeżdzając do niej autem, zaatakował następnie również interweniującego mężczyznę[103]. Prokuratura postawiła mu zarzut napaści z bronią w postaci samochodu[104][105] żądając kary ośmiu miesięcy pozbawienia wolności w zawieszeniu oraz 1500 euro grzywny[106]. Sąd uznał go winnym zarzucanych czynów i orzekł karę czterech miesięcy pozbawienia wolności w zawieszeniu oraz grzywnę wnioskowaną przez oskarżenie[107].